# 納哈里亞

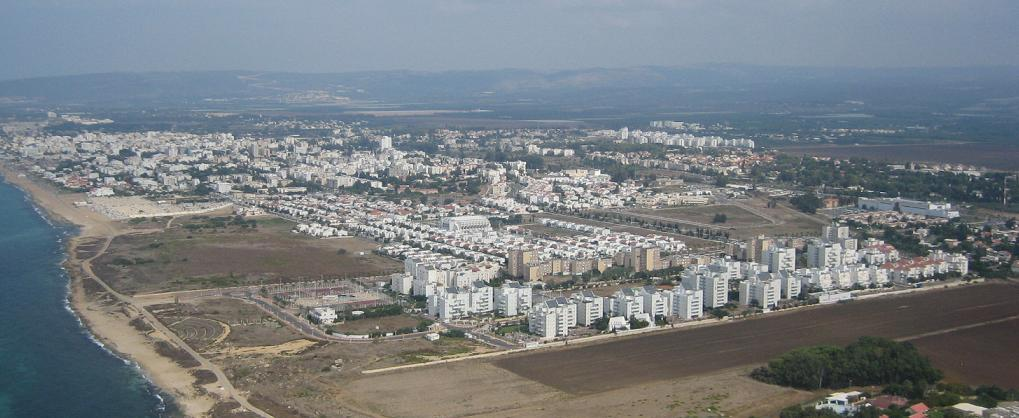

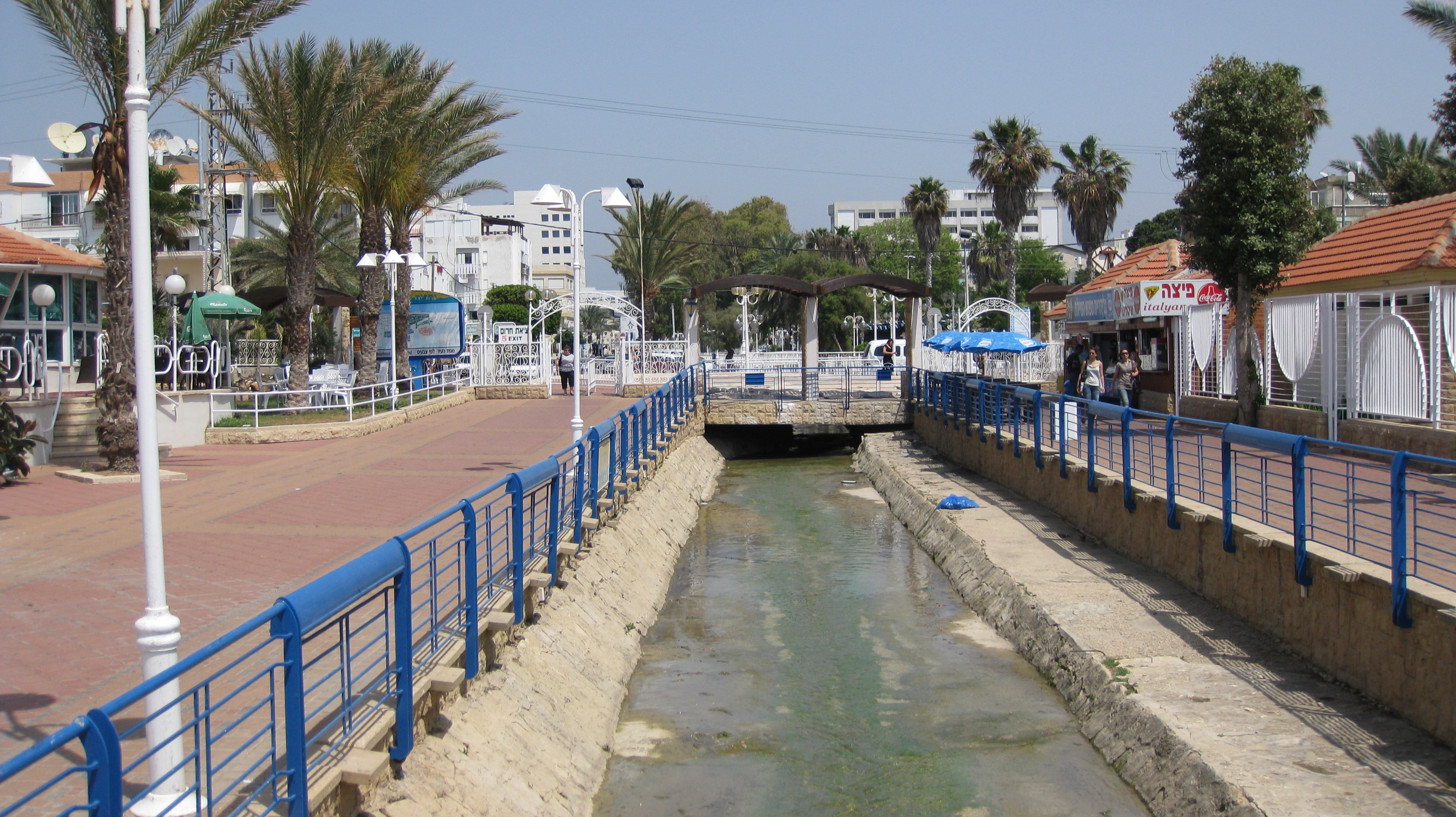

納哈里亞（希伯來語：‎）是以色列的城市，位於該國北部，由北部區負責管轄，始建於1935年，面積10.23平方公里，海拔高度15米，2007年人口51,200，人口密度每平方公里4,984人。

## 友好城市
- 法國 伊西莱穆利诺

33°00′13″N 35°05′33″E / 33.0036°N 35.0925°E